# Tú (canción de Jeremías)
«Tú» es el primer sencillo del cantautor venezolano Jeremías de su álbum de estudio Un día más en el gran circo (2007). La canción es una balada con una letra muy poética. El tema alcanzó el puesto 5 en el Latin Pop Airplay, el lugar 13 en el Tropical Airplay y el número 15 en el Hot Latin Songs.

## Promoción
Para promocionar el sencillo se grabó un videoclip de la canción. En el vídeo se ve a Jeremías en medio de la calle cantando y buscando al amor de su vida, mientras un montón de personas presencian un eclipse solar, él ignora el fenómeno y una chica también, al final los dos se encuentran justo cuando el eclipse llega a ser total, ambos se miran se sonríen y se alejan.

## Recepción
«Tú» debutó en el puesto 48 del Hot Latin Songs el 4 de agosto de 2007 y alcanzó su máxima ubicación en el número 15 el 29 de septiembre, y en total estuvo doce semanas en la lista. La canción llegó al lugar 5 en el Latin Pop Airplay el 6 de octubre y al puesto 13 en el Tropical Airplay el 13 de octubre.

## Listas
| Lista (2007)                       | Mejor posición |
| ---------------------------------- | -------------- |
| Estados Unidos (Latin Pop Airplay) | 5              |
| Estados Unidos (Hot Latin Songs)   | 15             |
| Estados Unidos (Tropical Airplay)  | 13             |
| HTV                                | 11             |
| Iberoamérica                       | 58             |